# Il pane nudo (film)
Il pane nudo (El Khoubz el Hafi) è un film del 2005 diretto da Rachid Benhadj, liberamente tratto dall'omonimo romanzo dello scrittore marocchino Mohamed Choukri.

## Produzione
È una coproduzione marocco-algero-italo-francese.
Il regista ha lavorato a lungo in collaborazione con lo scrittore, che era estremamente diffidente e già aveva bloccato altri progetti di riduzione cinematografica per dissensi con gli autori. La collaborazione è continuata fino a poco prima della morte di Choukri, avvenuta nel 2003.
Il romanzo, di tipo autobiografico, racconta l'infanzia e l'adolescenza di Mohamed, che vive nel mondo violento della strada e fa la conoscenza di ogni forma di vizio e di delinquenza, fuggendo da un padre ubriacone ed abusivo e ritrovandosi con compagni e compagne nella sua stessa condizione, con cui intreccia legami intensi anche se effimeri, nel timore di ricreare una famiglia come quella da cui è fuggito.
Lo stesso regista compare nel film in veste di attore, nel ruolo di Hamid, un nazionalista marocchino, compagno di prigione di Mohamed, che gli fa scoprire l'incanto della letteratura e gli insegna le prime due lettere dell'alfabeto arabo, 'alif e bā', che insieme formano la parola ab "padre". Questo incontro con la scrittura sarà determinante per lui, che fino ad allora era totalmente analfabeta e che a 20 anni comincerà a studiare, divenendo poi maestro e, in seguito, romanziere.
Trattandosi di una co-produzione, con un cast misto, il film è stato realizzato contemporaneamente in più lingue, e ogni attore recitava nella sua.

## Distribuzione
La prima mondiale è stata tenuta ad Algeri, città natale del regista (domenica 10 luglio 2005, sala Ibn Zeydoun) ed a Casablanca (giovedì 21 luglio 2005, cinema Lynx, a margine del primo festival di Casablanca), in omaggio allo scrittore marocchino.
Successivamente, il film è stato presentato al Festival internazionale del Cairo, dove ha destato molto interesse perché anche in Egitto, come in molti altri paesi arabi, il romanzo di Choukri è censurato.
Il film è uscito nelle sale italiane il 12 maggio 2006.

## Critica
A giudizio del pubblico e della critica arabofona, il marcato accento algerino di Benhadj sarebbe stato in contrasto con il ruolo di un nazionalista marocchino da lui interpretato.
Al di là di questa e di altre minori imperfezioni marginali (come l'ambientazione a Casablanca e a Rabat, anziché a Tangeri, Tétouan e Larache come nel libro), il film ha destato notevoli consensi sia per l'aderenza al testo originale sia per la brillante interpretazione degli attori (in particolare, l'italiana Marzia Tedeschi, nel ruolo di Sallafa, amante del protagonista, rasata a zero da un amante precedente), sia per la colonna sonora dell'algerino Safy Boutella (Pirmasens, 1950), formata da 18 brani che uniscono in un impasto originale sonorità, ritmi e strumenti nord-africani, europei, sud-americani e statunitensi.

## Riconoscimenti
- 2005 - Cairo International Film Festival
  - Fuori Concorso
- 2005 - Cinéma Méditerranéen Montpellier
  - Young People's Award
- 2005 - Montreal World Film Festival
  - Focus on World Cinema
- 2006 - Globo d'Oro
  - Film da non dimenticare
- 2006 - Filmfest München
  - Internationales Programm
- 2006 - Tiburon International Film Festival